# Operación Deadlight

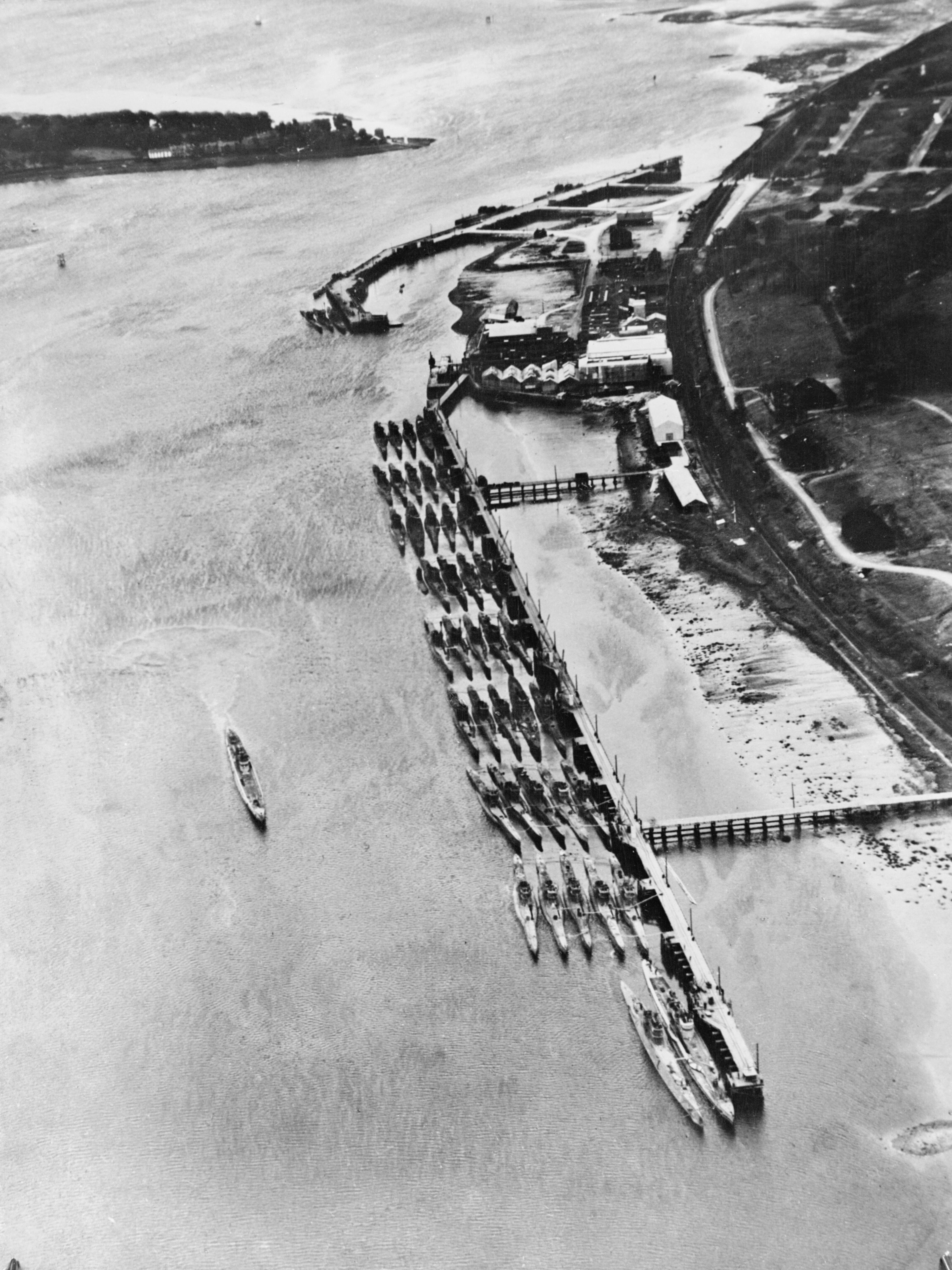
52 submarinos alemanes U-boats rendidos en HMS Ferret, Lisahally, Irlanda del Norte (junio de 1945)

La Operación Deadlight fue el nombre en código dado al echado a pique de los U-boot rendidos a los Aliados tras la derrota de Alemania al finalizar la Segunda Guerra Mundial.
De los 156 U-boots que se rindieron al finalizar la contienda, 116 fueron echados a pique durante la operación Deadlight. La operación fue ideada por la Royal Navy y planeaba remolcar los submarinos a tres áreas a una distancia en torno a 100 millas al noroeste de Irlanda y hundirlos. Las áreas recibieron los nombres en clave XX, YY y ZZ. La intención era usar el área XX como principal zona para echar los buques a pique, mientras que 36 debían ser remolcados a ZZ para usarlos como objetivos en maniobras de ataque aéreo. YY era la posición reservada para, en caso de que hubiera buenas condiciones climatológicas y se dispusiera de suficientes submarinos, poder hundirlos como blancos navales por ataques de artillería naval. En el caso de que no pudieran usarse como objetivos, los buques debían hundirse mediante explosivos, cargas, combinaciones de estas o fuego de artillería si estas fallaban.
Cuando se puso en práctica la operación Deadlight, se encontró que muchos de los submarinos estaban pésimamente conservados, por el tiempo que llevaban amarrados en puerto sin mantenimiento mientras esperaban su destino. Combinado con el mal tiempo, implicó que 56 buques se hundieron antes de llegar a las áreas designadas para echarlos a pique, y los que consiguieron llegar, fueron hundidos en general por fuego de artillería en lugar de por cargas explosivas. El primer hundimiento tuvo lugar el 17 de noviembre de 1945 y el último el 12 de febrero de 1946.

## Submarinos excluidos de la Operaciónn Deadlight
Varios U-boots escaparon de la operación Deadlight. Algunos fueron reclamados como botín de guerra por el Reino Unido, Francia, Noruega y la Unión Soviética. Cuatro se encontraban en el Lejano Oriente cuando Alemania se rindió, y fueron utilizados por el Japón (U-181 fue renombrado I-501, U-195 - I-506, U-219 - I-505, U-862 - I-502, y un quinto, el U-511 había sido vendido a Japón en 1943 y renombrado RO-500). Otros dos U-boats que sobrevivieron a la operación Deadlight hoy en día son buques museo. El U-505 cuando el contralmirante Daniel V. Gallery argumentó con éxito que no podía caer bajo la operación Deadlight, ya que había sido capturado en combate el 4 de junio de 1944 por el Task Group 22.3, conservándose como memorial en el Museo de la Ciencia y la Industria de Chicago. El U-995 fue transferido por Noruega al Reino Unido en octubre de 1948, sirviendo en la Armada de Noruega con el nombre Kaura. En 1965 fue devuelto a Alemania, donde se conserva como buque museo desde 1971.